# بيسي مكوي
بيسي مكوي (بالإنجليزية: Bessie McCoy)‏ هي مغنية أمريكية، ولدت في 1888، وتوفيت في 16 أغسطس 1931 في بايون في فرنسا.

## وصلات خارجية
- بيسي مكوي على موقع IMDb (الإنجليزية)
- بيسي مكوي على موقع قاعدة بيانات برودواي على الإنترنت (الإنجليزية)
- بيسي مكوي على موقع قاعدة بيانات برودواي على الإنترنت (الإنجليزية)